# 中国—乌干达关系
中國—烏干達关系，是指歷史上的中國和烏干達（包括現在中華人民共和國與烏干達共和国）之間的雙邊關係。清朝已有中國古籍提及烏干達，並描述當地的自然環境和人文風俗；現代的中華人民共和國和烏干達在1962年10月18日正式建交，兩國有經貿和文化上的往來，而中華人民共和國也有向烏干達提供援助。

## 歷史

### 古代
清朝書籍《三洲游记》是由丁廉在1878年撰写的，此書記述作者在非洲东部内陆地區的见闻，其中包括今天乌干达境內的風土人情。《三洲游记》把乌干达稱為「乌康达」，又指當地土壤肥沃富饒，很適合耕作，田野種植了很多香蕉；書中描述了當地人的膚色和服裝，並記載當地人供奉一名能保護人們家宅平安的神祇:89。

### 現代

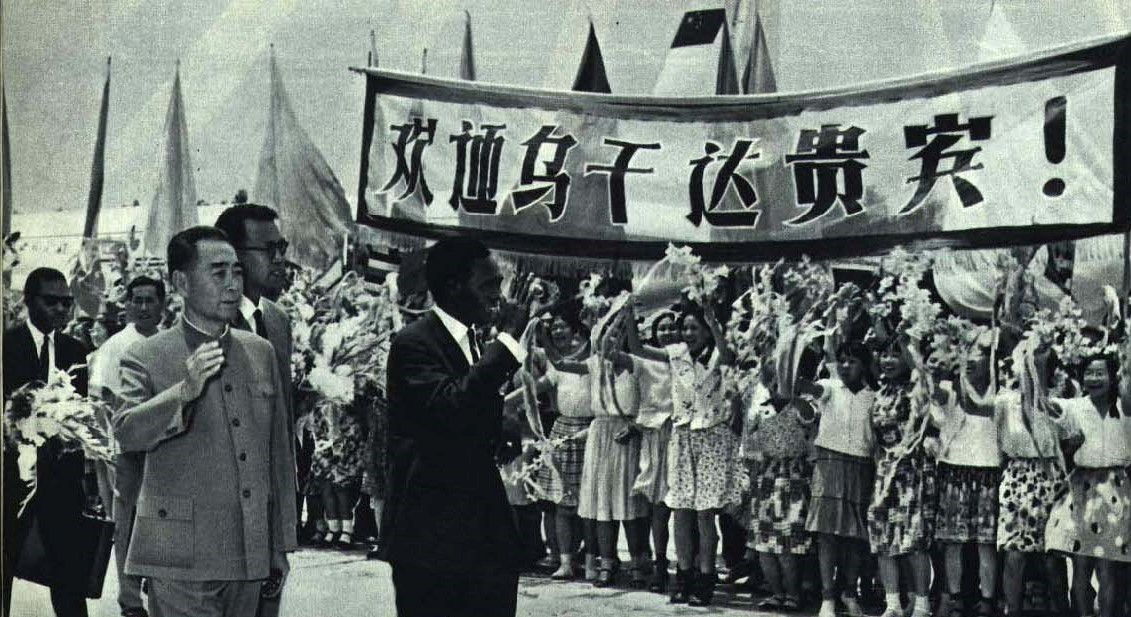
1965年乌干达奥博特总理访问北京

乌干达曾經是英國的保护国，在1962年10月9日宣布独立；乌干达独立後，中華人民共和國的時任总理周恩来和外交部部長陈毅分别致电乌干达总理米爾頓·奧博特，祝贺和承认乌干达独立為國；當時，独立後的乌干达政府邀請中華人民共和國派員參加独立庆典，但因受英国干涉而同時邀请已退到台湾的中華民國派代表出席:134。於是，中華人民共和國派遣駐坦噶尼喀大使到乌干达，向乌干达领导人解釋中華人民共和國反對「兩個中國」主張的缘由，希望對方能予以理解；但是，乌干达方面仍沒改變決定，中華人民共和國便決定不派代表參與独立庆典，並派遣特使到當地解釋，又表示对乌干达政府所遭遇的处境感到「谅解和同情」:277。奥博特承諾在独立庆典後與中華人民共和國建立邦交，不會與中華民國建交，又邀请中華人民共和國駐坦噶尼喀大使來到烏干達，商議兩國關係事宜；结果，中華人民共和國和烏干達在1962年10月18日（独立庆典九天後）正式建立外交关系:277。
1971年，伊迪·阿明通過政变奪取權力，成功就任乌干达总统。1971年乌干达支持中華人民共和國恢復在聯合國的席位。一份文化大革命期間的中華人民共和國文獻質疑帝国主义勢力是要「枪打出头鸟」，專門針對與中華人民共和國關係友好、坚决反帝國主義的国家，認為乌干达本來的奧博特政府就是因此被推翻；這份文獻又批評伊迪·阿明的做法是「颠覆」，形容他建立的乌干达新政府是「反动政权」:6–8。當時，中華人民共和國和坦桑尼亚之間的外交關係很友好，但坦桑尼亚支持前任总统奧博特的游击队，引起阿明對中華人民共和國的懷疑；他公開指游击队內有中華人民共和國的專家，又聲稱一名被击毙的游击队成員是中國軍人。此外，阿明推行新经济政策，驱赶乌干达的外国商人，其中包括了许多华侨。
根據世界知識出版社出版的《国际风云中的中国外交官》一書，伊迪·阿明曾在1973年10月把中華人民共和國和蘇聯的大使召來，聲稱中蘇兩國駐乌干达外交機構的電話都遭到美國竊聽，他還親自來到美國駐乌干达大使館，在中國和蘇聯大使面前播放竊聽器的錄音，美國駐乌干达大使館在數天後關閉；分析認為，伊迪·阿明其實早就知道美國的竊聽行為，但他之所以在這個時間揭發此事，是為了表達乌干达在贖罪日戰爭中對阿拉伯國家的支持:124。
1976年，以色列發動恩德培行動，軍事介入乌干达的恩德培国际机场；中華人民共和國在联合国安全理事会谴责以色列的行動，形容此舉是犹太复国主义公然侵略外國，將會暴露以色列與非洲人民为敌的意圖:264–265。
伊迪·阿明的政權在1979年4月遭到推翻，而米爾頓·奧博特也在1980年烏干達大選後再次成為总统；但是，奧博特政權在1985年7月被蒂托·奥凯洛政变推翻，而奥凯洛政權其後亦在1986年被全国抵抗运动領導的「全国抵抗军」推翻。全国抵抗运动执政後，中華人民共和國與烏干達之間的雙邊關係步入新阶段。
2015年9月，烏干達總統约韦里·穆塞韦尼形容中華人民共和國在非洲支持興建基础设施和进行投资，是在帮助非洲；他又建议日本「向中国学习」，扩大對非洲的贸易和投资。

## 經貿關係
- 中国大陸到乌干达的出口貿易[15]
- 乌干达到中国大陸的出口貿易[16]

根據經濟複雜性研究中心網站上的數據，中国大陸到乌干达的出口貿易在1988年至2012年呈上升趨勢，而機械產品所佔的比率也同時上升；2012年，中国大陸出口了超過6億美元到乌干达，貨物包括機械產品、紡織品、化工產品等，是乌干达當年的第二大進口來源地。乌干达在2012年出口了超過4,500萬美元到中国大陸，大部分貨物是獸皮和蔬菜製品。
2008年11月，中國河北省一所民营企业在乌干达設立面積為518平方公里、可营運99年的自由貿易園區，将會建立負責外交、警务、司法等事務的部门，並會享有地方立法权；自由貿易園區內可供投资或开发的项目包括机场、码头、银行、电视台、报社、高尔夫球场等，超過100所企业已申请加盟該園區，而中華人民共和國也承諾向園區內的企業提供一些資助。

## 文化關係
马凯雷雷大学和湘潭大学在烏干達合作建立了一所孔子学院，学院在2014年12月揭牌成立。
2015年6月，烏干達教育及體育部部长表示當地政府正在考虑把汉语列為中学课程之一，而烏干達旅遊、野生動物及古蹟部部長也有同樣要求；當地教育及體育部部长認為，把汉语引入中学课程有利於烏干達的對華关系和旅游业，他又認為中華人民共和國的经济和國際影響力正在增长，乌干达不能失去與中國合作的机会。

## 援助
中華人民共和國為烏干達援建了农场、体育场、政府機構办公楼等設施，並為這些援建項目提供技术维护；此外，中華人民共和國也向當地提供办公设备、農業機械、载货汽车等援助物资。在醫療方面，中華人民共和國派遣医疗队到烏干達，又向該國提供医疗设施和藥品，並在當地援建了一所医院；截至2015年，中国政府累計派遣了約160名医生到乌干达。2012年，中国有15名青年志愿者來到烏干達，從事教育、體育、水產養殖等領域的志愿服务。

## 外部連結
- 中华人民共和国驻乌干达共和国大使馆官方网站（简体中文）（英文）
  - 中华人民共和国驻乌干达共和国大使馆经济商务处官方网站（简体中文）
- 乌干达驻华大使馆官方网站（英文）